# نادي فولاد خوزستان
نادي فولاد خوزستان لكرة القدم (بالفارسية: باشگاه فوتبال فولاد خوزستان) والذي يُطلق عليه باختصار اسم فولاد، هو نادٍ إيراني تأسس سنة 1971 في مدينة الأهواز بمحافظة خوزستان. هذا النادي موجود حاليًا في دوري المحترفين الإيراني. مالك هذا النادي شركة خوزستان للحديد.
نادي فولاد هو الفريق الأكثر شهرة وفخرًا في جنوب إيران.

## التاريخ

### بدء النشاط والتأهيل للمسابقات الوطنية 1971-1996
كان فولاد فريقًا مكونًا من عمال شركة خوزستان للحديد التي بدأت نشاطها عام 1971 في دوري مدينة الأهواز للدرجة الرابعة. في ذلك الوقت، كان تقدم هذا الفريق واحترافه بطيئًا جدًا حتى نجح عام 1992 يصبح بطلاً في دوري مدينة الأهواز وهنا بدأ فولاد تطوره واحترافه. بعد عامين، في عام 1994، تقدم فولاد إلى دوري محافظة خوزستان للدرجة الثانية وفي موسمه الأول في هذا الدوري، فازوا بلقب البطولة ودخلوا دوري محافظة خوزستان للدرجة الأولى سنة 1995. تقدمهم لم ينته هنا وفي الموسم الأول من مشاركتهم في هذا الدوري، تمكن نادي فولاد من إنهاء الموسم ببطولة والحصول على رخصة المشاركة في الدوري الإيراني للدرجة الرابعة سنة 1996 لكن لم يظهر في هذا الدوري لأن شركة خوزستان للحديد في عام 1996 بشراء رخصة فريق جنوب الأهواز الذي كان في الدوري الإيراني للدرجة الثانية، كان يعاني من مشاكل مالية كثيرة وهبط إلى الدرجة الثانية، فولاد حصل على امتیاز نادي جنوب الاهواز وبذلك شارك فولاد في دوري الايراني للدرجة الثانية في الموسم المقبل.

### نشاط في دوري الدرجة الثانية والأولى 1996-2001
بعد عام واحد من دخوله دوري الإيراني للدرجة الثانية، في عام 1997 تمكن فريق فولاد تحت المدرب همايون شاهرخي، کسب دوري آزادغان (الدوري الإيراني للدرجة الأولى) بلقب المركز الثاني من دوري الإيراني للدرجة الثانية. المشاركة في الدوري الإيراني للدرجة الثانية، كانت شرفًا ورائعًا لهذا الفريق، لأنهم قبل ذلك بعشر سنوات لعبوا في الدوري المحلي للدرجة الرابعة في مدينة الأهواز. لكنهم لم يتوقفوا عند هذا الحد واستمروا في تحسين رفعهم. بعد 4 سنوات، لأول مرة يتأهلون إلى دوري المحترفين الإيراني، كسبوا المركز الثالث في هذا الدوري الإيراني تحت المدرب فينكو بيغوفيتش عام 2001.

### بطولة في دوري المحترفين الإيراني 2004-2005
في عام 2004، تمكن فولاد من تحقيق أحد أكبر الألقاب كرة القدم في خوزستان بعد سنوات عديدة. هذا الفريق بقيادة مدربه الكرواتي ملادن فرانشيتش وبحضور لاعبين مشهورين مثل إيمان مبعلي وجلال كاملي مفرد وناجي بداوي ومحمد علوي وبجمان منتظري وإبراهيم ميرزابور وفوزه على الفرق الکبیرة مثل نادي استقلال طهران وبرسبوليس، استطاع أن يصبح البطل من دوري المحترفين الإيراني عام 2004/2005.

### المشاركة في دوري أبطال آسيا والهبوط إلى دوري الإيراني للدرجة الأولى (دوري آزادغان) 2006-2007
بعد هذه البطولة، واجه نادي فولاد تحديًا كبيرًا تخفيض الميزانية بموافقة قانون، اللاعبون المشهورين غادروا الفريق وبدأ في الاتجاه النزول. في ذلك الوقت، كان ملعب فولاد هو ملعب تختي أهواز وكان هذا الملعب لديه الكثير من الإصلاحات، لذلك تم لعب مباريات فولاد على ملعب تختي عبادان بمدينة عبادان وتسبب في الكثير من الأضرار لهذا الفريق. في موسم 2006، لم يتمكن الفريق من الظهور بنجاح في دوري المحترفين الإيراني ودوري أبطال آسيا واستقر على المركز الثامن دوري المحترفين الإيراني. فولاد الذي تأهل إلى دوري أبطال آسيا بفوزه الموسم السابق، أختار ملعب شهيد داستجردي لاستضاف مبارياته في مدينة طهران. فولاد في المباراة الأولى في دوري أبطال آسيا التي أقيمت في طهران، فاز فولاد على القادسية الكويت بنتيجة 6-0. المباراة الثانية أقيمت في سوريا بين فولاد والاتحاد السوري، انتهت المباراة بنتيجة 0-0. على عكس أول مباراتين، كان أداء فولاد سيئًا في المباراتين التاليتين وخسر فولاد أربع مرات في أربع مباريات دوري أبطال آسيا ليحتل المركز الرابع بعد القادسية وباختاكور والاتحاد وتمت إزالته من الدوري. في موسم 2007، استمرت المشاكل المالية، واتهموا شركة خوزستان للحدید، التي كانت تعتبر دولة في ذلك الوقت، بإنفاق أموال رياضية غير مصرح بها في الموسم السابق وهبط الفريق إلى دوري آزادغان (دوري الإيراني للدرجة الأولى) بعد المرتبة 15.

### العودة إلى دوري المحترفين الإيراني وبداية إدارة سيف الله دكوردي 2008-2013
فولاد في 2009-2010 ورغم كونه المرکز الأول في مجموعتة دوري آزادغان، فولاد مع فريق بايام خراسان حصل بتعادلين في التصفيات و لم يستطع المشاركة في دوري المحترفين الإيراني ولكن في ذلك الوقت كانت هناك قاعدة بعدم وجود فريقين بملكية واحدة في دوري المحترفين الإيراني، لم يتمكن فريق سيباهان ناوين من المشاركة في مباريات دوري المحترفين الإيراني وبالتالي استبدلها فريق فولاد خوزستان وتقدم إلى هذا الدوري الإيراني. في الموسم المقبل تم استبدال رئيس النادي مسعود رضائيان وشرکة خوزستان للحديد اختاروا سيف الله دكوردي رئيس نادي فولاد. في ذلك الوقت كان مجيد جلالي مدرب فريق فولاد وحقق نتائج جيدة لکن تم تقديم لوكا بوناجيتش کمدرب لنادي فولاد الذي كان لديه أيضًا خبرة في قيادة هذا النادي لأن ديكوردي كان مهتمًا جدًا بلوكا ويعتقد أن وجود لوكا في فولاد سيساعد على النمو و الترويج کرة القدم في محافظة خوزستان. مع بداية الدوري تحت قيادة لوكا بوناجيتش بشكل لايتوقع وفي نهاية الأسبوع الثامن كان فولاد آخر الجدول برصيد 4 نقاط و في نهاية الأسبوع الثامن، مرة أخرى اختاروا مجيد جلالي مدربًا لنادي فولاد بعد استقالة لوكا بوناجيتش. عاد مجيد جلالي وقاد فولاد لثلاثة مواسم حتى عاد الفريق في الأسابيع الأخيرة من موسم 2012-2013. حتى الأسبوع الخامس والعشرين، كان الفريق في المركز السادس في دوري المحترفين الإيراني بنتائج مقبولة. في الأسابيع التسعة التالية، أنهى الموسم دون فوز واحد وهبط إلى المركز الرابع عشر ويبقى في دوري المحترفين الإيراني]]. أدت هذه النتائج إلى تغيير آخر في الكادر الفني وهذه المرة غادر جلالي وجاء فركي.

### بطولة في دوري المحترفين الإيراني 2013-2014
استطاع نادي فولاد دوري المحترفين الإيراني للمرة الثانية في موسم 2013-2014 مع قيادة حسين فركي. في هذا الموسم، عندما تم تمديد مهمة الفوز بالبطولة إلى الأسبوع الأخير من الدوري، فاز فريق فولاد ببطولته الثانية في الدوري بفوزه على فريق جسترش تبريز بنتيجة 1-0 ثم فاز على نفط طهران بنتيجة 1-0 وفي هذه المباراة سجل مهرداد جماعتي الهدف الوحيد لفولاد في الدقيقة 37.

### البطولة في كأس حذفي الإيراني 2020-2021
استطاع فولاد خوزستان الذي كان فريقا مختلفا تحت قيادة جواد نكونام، حصل الحضور في دوري أبطال آسيا الموسم الأول من وجود نيكونام وبعد 6 سنوات، أصبح آسيويا مرة أخرى للمرة الرابعة. في الموسم الثاني من قيادة نكونام في هذا الفريق و الانتقالات النادي كانت مغلقة، لكنهم تمكنوا من اللعب بشكل جيد ومنتظم في كأس حذفي وفاز على نادي استقلال طهران في النهايي بنتيجة 0-0 (ركلات جزاء 4-2) الذي جعل أهل خوزستان سعداء للغاية ولذلك تمكن فولاد من التقدم إلى دوري أبطال آسيا للمرة الخامسة.

### البطولة في كأس السوبر الإيراني 2022
استطاع نادي فولاد خوزستان تحت قيادة جواد نكونام في ملعب شهيد قاسم سليماني في مدينة سيرجان وحصل الفوز على نادي برسبوليس بنتيجة 1-0 وأصبح الفائز بكأس السوبر الإيراني وسجل الهدف الوحيد في هذه المباراة موسى كوليبالي في الدقيقة 18. كانت هذه أول بطولة لفريق فولاد في كأس السوبر الإيراني. كان ظهورهم الآخر في كأس السوبر عام 2005 الذي خسروا أمام فريق صبا قم.

## شعار والزي
من الواضح أن اسم وزي نادي فولاد مأخوذ من مؤسسه شركة خوزستان للحديد لكن شعار شركة خوستان للحديد هو ذو مغزى مرتبط بعملية إنتاج الحديد.

### شعار شركة خوزستان للحديد
سبائك فولاد، مثل جميع المواد تنبعث منها موجات كهرومغناطيسية. في درجة حرارة الغرفة يكون الإشعاع المنبعث من سطحه في نطاق الأشعة تحت الحمراء ويُرى باللون الأسود. مع زيادة درجة الحرارة، يزداد تردد الموجة المنبعثة ويدخل في نطاق الضوء المرئي لذلك ، يتغير لون الحدید مع زيادة درجة الحرارة. عند درجة حرارة فرن الصهر (1800 درجة مئوية)، يظهر الحدید باللون الأصفر لكن بعد صبها وخفض درجة الحرارة، يتحول إلى اللون البرتقالي والأحمر وأخيراً إلى الأسود. تمثل الألوان المستخدمة في شعار شركة خوزستان لون الحدید عند درجات حرارة مختلفة وتستحضر عملية تبريد الحدید.

### شعار النادي
في بداية نشاط نادي فولاد تم طباعة شعار الشركة على قميص الفريق ولكن بعد فترة حصل النادي على شعار خاص. در طول مدت فعالیت باشگاه نماد تیم بارها دستخوش تغییر شده اما طرح کلی آن حفظ شده‌است. التغيير الوحيد الذي تم تطبيقه على شعار النادي بمرور الوقت هو الاختبار تغيير اسم النادي على الشعاى الذي كان FC Foolad والآن تغيير الى FOOLAD FC. بعد بطولة فولادم في الدوري الإيراني الممتاز عام 2005، تمت إضافة نجمة ذهبية فوق شعار النادي على قميص الفريق، لكن لم يتم تطبيقه على العلامة التجارية المسجلة للنادي لذلك حاليا لا توجد نجمة في الشعار الرسمي للنادي.

### زي النادي
الألوان المستخدمة في زي الفريق مأخوذة من شركة النادي. كانت الألوان الأساسية لزي الفريق هي الأحمر والأصفر والأسود والبرتقالي في البداية لكن اليوم البرتقالي لم يظهر واستبدله الأبيض في زي الفريق. في السنوات الأولى من الدوري الإيراني الممتاز، لعب فولاد بزي أصفر-أحمر (الزي الأول) وزي أسود بتفاصيل صفراء (الزي الثاني). مع مرور الوقت، انخفض استخدام اللون الأصفر بحيث حصل الفريق في السنوات الأخيرة على لقب حمر نهر كارون الأهوازي، (نهر كارون هو أهم وأفضل مكان في مدينة الأهواز). اليوم يرتدي فولاد زي أحمر بتفاصيل صفراء (الزي الأول) وزي أسود بتفاصيل حمراء (الزي الثاني) وأيضا الزي الثالث لهذا الفريق أبيض بتفاصيل حمراء.

### في القائمة التالیة، يمكنك أن ترى مصنعي الملابس والجهات الراعية المالية لنادي فولاد في السنوات الأخيرة
موسم: 2001-2002 / الشركة المصنعة الزي: دايي / إعلان القميص: بدون إعلان
موسم: 2002-2003 / الشركة المصنعة الزي: دايي / إعلان القميص: بدون إعلان
موسم: 2003-2004 / الشركة المصنعة الزي: دايي / إعلان القميص: O'GENERAL
موسم: 2004-2005 / الشركة المصنعة الزي: دايي / إعلان القميص: بدون إعلان
موسم: 2005-2006 / الشركة المصنعة الزي: دايي / إعلان القميص: بدون إعلان
موسم: 2006-2007 / الشركة المصنعة الزي: دايي / إعلان القميص: TEFAL
موسم: 2007-2008 / الشركة المصنعة الزي: دايي / إعلان القميص: بدون إعلان
موسم: 2008-2009 / الشركة المصنعة الزي: مروز / إعلان القميص: جامعة جوندي شابور
موسم: 2009-2010 / الشركة المصنعة الزي: دايي / إعلان القميص: بدون إعلان
موسم: 2010-2011 / الشركة المصنعة الزي: دايي / إعلان القميص: بدون إعلان
موسم: 2011-2012 / الشركة المصنعة الزي: أولسبورت / إعلان القميص: بدون إعلان
موسم: 2012-2013 / الشركة المصنعة الزي: أولسبورت / إعلان القميص: بدون إعلان
موسم: 2013-2014 / الشركة المصنعة الزي: أولسبورت / إعلان القميص: KSC
موسم: 2014-2015 / الشركة المصنعة الزي: أولسبورت / إعلان القميص: KSC
موسم: 2015-2016 / الشركة المصنعة الزي: أولسبورت / إعلان القميص: KSC
موسم: 2016-2017 / الشركة المصنعة الزي: أولسبورت / إعلان القميص: KSC
موسم: 2017-2018 / الشركة المصنعة الزي: أولسبورت / إعلان القميص: KSC
موسم: 2018-2019 / الشركة المصنعة الزي: أولسبورت / إعلان القميص: KSC
موسم: 2019-2020 / الشركة المصنعة الزي: أولسبورت / إعلان القميص: KSC
موسم: 2020-2021 / الشركة المصنعة الزي: مروز / إعلان القميص: تك ماكارون
موسم: 2021-2022 / الشركة المصنعة الزي: مروز / إعلان القميص: KSC
موسم: 2022-2023 / الشركة المصنعة الزي: مروز / إعلان القميص: KSC

## المنافسين

### منافسة الديربي
ديربي الأهواز (ديربي خوزستان)، فولاد خوزستان ضد استقلال خوزستان. منافسة في مدينة واحدة، مدينة الأهواز بمحافظة خوزستان. نادي استقلال خوزستان تأسس عام 1 ینایر 2011. تلعب الفرق ضد بعضها البعض مرتين في السنة بالدوري المحترفين الإيراني. المرة الأولى التي التقى فيها الفريقان كانت في موسم 2013-2014 حيث خسر الاستقلال خوزستان تلك المباراة. أصبح الديربي أكثر خطورة بعد أن أنهى استقلال خوزستان صدارة الدوري في نصف الموسم وكانت مفاجأة كبيرة لجميع الفرق. في موسم 2015-2016، تمكن استقلال خوزستان أن يصبح بطل دوري المحترفين الإيراني لأول مرة تحت قيادة المدرب عبد الله فيسي. نادي استقلال خوزستان في موسم البطولة، حصل على أفضل خط دفاع في تاريخ دوري المحترفين الإيراني مع نادي برسبوليس من خلال تلقي 14 هدفًا في الأسبوع السادس عشر من موسم 2015-2016. بسبب قلق جماهير فولاد، من أن يصبح الفريق الثاني في الأهواز، منذ ذلك أصبح الديربي أكثر أهمية. في نهاية موسم 2018-2019، بينما تم خصم 6 نقاط استقلال خوزستان من قبل الفيفا وهبط إلى دوري آزادغان بعد 6 مواسم متتالية في دوري المحترفين الإيراني من خلال احتلاله المركز السادس عشر (آخر الجدول) والآن يلعب في دوري آزادغان (الدوري الإيراني للدرجة الأولى).

### المنافسة الشعبية
نادي فولاد خوزستان ضد نادي برسبوليس طهران. تعد المباراة بين فريقي فولاد وبرسبوليس دائمًا واحدة من أكثر المنافسة المثيرة للاهتمام في دوري المحترفين الإيراني. أول لقاء بين الفريقين في 24 سبتمبر 1998، في مدينة طهران التي انتهت بفوز برسبوليس على فولاد. المباراة بين الفريقين كانت بسبب البطولات والتنافس في دوري المحترفين الإيراني معظم المواسم. بعد المباراة المثيرة بين الفريقين في موسم 2013-2014 الذي حصل فولاد بالدوري، زادت حساسية هذه المنافسة لمشجعي الفريقين وكانت هناك صراعات كثيرة بين جماهير فولاد وبرسبوليس. التقى فولاد خوزستان وبرسبوليس طهران في المباراة النهائية كأس السوبر الإيراني 2022 وفاز فولاد خوزستان 1-0 في المباراة لأول مرة.

## المشجعين
الأهواز، التي لديها أندية عميقة الجذور مثل فولاد خوزستان واستقلال خوزستان، استطاع فولاد أن يجذب الكثير من الجماهیر. حاليًا، نادي فولاد هو النادي الأكثر شعبية في جنوب إيران والذي نجح في جذب العديد من المشجعين في جميع مدن محافظة خوزستان، مثل عبادان والمحمرة والخفاجية وتستر ومدن أخرى. أكثر جماهير فولاد التي شاهدة على أرضه هي مباراة الإياب ضد نادي استقلال طهران في دوري المحترفين الإيراني موسم 2014-2013 والتي شارك فيها 49,500 شخص في ملعب الغدير الأهواز.

### رقم 12
في عام 2011، بناء على طلب محمد حسين بن قاسم رئيس الفريق وبقرار من مجلس ادارة النادي تقرر تخصيص الرقم 12 لمشجعین نادي فولاد ولا ينعطى هاذ الرقم لاي لاعب وهكذا حتى إدارة سعيد آزري لم يكن لدى فولاد لاعب رقم 12 وجماهير النادي امتلكوا هذا الرقم بصفته اللاعب الثاني عشر لفولاد خوزستان.
في إدارة سعيد آزري وفي انتقالات موسم 2020، بعد العديد من الصراعات وشراء لاعب أياندا باتوسي لفولاد، إدارة النادي فعلت خطوة غريبة واعطت الرقم 12 لباتوسي وأثارت هذه التصرفات من ردود فعل الجماهير ووسائل الإعلام الاهوازية. في النهاية، بعد إقالة سعيد آزري وتعيين حميد رضا جرشاسبي في منصب الرئيس لنادي فولاد خوزستان في صيف عام 2022، مع بداية الموسم الحادي والعشرين من دوري المحترفين الإيراني والموسم التاسع والثلاثين، مرة أخرى لم يتم تقديم القميص رقم 12 لأي واحد من لاعبي نادي فولاد وتم رقم 12 للمرة الثانية باسم جماهير هذا الفريق بصفته اللاعب الثاني عشر.

## الإحصائيات

### أفضل الهدافين في تاريخ النادي
- شيمبا لوسيانو بيريرا مينديز (76 هدف)
- ساسان أنصاري (41 هدف)
- رضا نوروزي (36 هدف)

### إحصائيات الفردية
- أكثر لاعب مشاركة: جلال كاملي مفرد (297 مشاركة)
- أكثر من سجل أهداف: شيمبا (76 هدف)
- أكثر لاعب في تمريرات: بختيار رحماني (42 تمريرة)
- أكثر لاعب سجل أهداف في مباراة واحدة: رضا نوروزي (5 أهداف)
- أكثر لاعب سجل هاتريك: ساسان أنصاري (3 مراة)
- اكثر حارس مرمى حافظ على شباك نظيفة: إبراهيم ميرزابور (461 دقيقة)

### لاعبون أجانب
- أكثر لاعب مشاركة: شيمبا لوسيانو بيريرا مينديز (201 مشاركة)
- أكثر من سجل أهداف: شيمبا (76 هدف)
- أكثر لاعب في تمريرات: شيمبا (27 تمريرة)
- أكثر لاعبين من جنسية واحدة: البرازيل (14 شخص)

### الفوز والخسارة
- مباراة الأكثر تسجيلاً: سایبا ألبرز 5-5 فولاد خوزستان (2010-2011)
- أفضل فوز على أرضه: فولاد 6-0 بیکان طهران (2010-2011)
- أفضل فوز خارج أرضه: شهرداري يزد 0-6 فولاد (2007-2008)
- أسوأ خسارة على أرضه: فولاد 0-4 مس كرمان (2009-2010)
- أسوأ خسارة خارج أرضه: باس طهران 7-1 فولاد (2005-2006)

### إحصائيات مواسم النادي
- أكثر أهداف في موسم واحد: 58 هدف (2010-2011)
- أقل أهداف في موسم واحد: 24 هدف (2006-2007)
- أكثر أهداف مسجلة بمرمى فولاد في موسم واحد: 41 هدف (2005-2006) و (2008-2009)
- أقل أهداف مسجلة بمرمى فولاد في موسم واحد: 15 هدف (2007-2008)

### أفضل هدافين في كل موسم
موسم: 2001-2002 / أفضل هداف: بهنام سراج / عدد الأهداف: 9
موسم: 2002-2003 / أفضل هداف: بهنام سراج عدد الأهداف: 8
موسم: 2003-2004 / أفضل هداف: إيمان مبعلي / عدد الأهداف: 8
موسم: 2004-2005 / أفضل هداف: إيمان مبعلي / عدد الأهداف: 12
موسم: 2005-2006 / أفضل هداف: عماد محمد / عدد الأهداف:8
موسم: 2006-2007 / أفضل هداف: أمير خليفة أصل / عدد الأهداف: 6
موسم: 2007-2008 / أفضل هداف: محمد غازي (لاعب كرة قدم إيراني) / عدد الأهداف: 6
موسم: 2008-2009 / أفضل هداف: سجاد فيض اللهي / عدد الأهداف: 9
موسم: 2009-2010 / أفضل هداف: غلام رضا عنايتي / عدد الأهداف: 7
موسم: 2010-2011 / أفضل هداف: رضا نوروزي / عدد الأهداف: 24
موسم: 2011-2012 / أفضل هداف: رضا نوروزي / عدد الأهداف: 10
موسم: 2012-2013 / أفضل هداف: شیمبا لوسيانو بيريرا مينديز / عدد الأهداف: 12
موسم: 2013-2014 / أفضل هداف: شیمبا / عدد الأهداف: 9
موسم: 2014-2015 / أفضل هداف: الويس نونغ / عدد الأهداف: 9
موسم: 2015-2016 / أفضل هداف: ساسان أنصاري / عدد الأهداف: 9
موسم: 2016-2017 / أفضل هداف: ساسان أنصاري / عدد الأهداف: 16
موسم: 2017-2018 / أفضل هداف: رحیم زهيوي / عدد الأهداف: 7
موسم: 2018-2019 / أفضل هداف: شیمبا / عدد الأهداف: 16
موسم: 2019-2020 / أفضل هداف: شیمبا / عدد الأهداف: 7
موسم: 2020-2021 / أفضل هداف: شیمبا، أياندا باتوسي، فرشاد أحمد زاده / عدد الأهداف: 5
موسم: 2021-2022 / أفضل هداف: شيمبا / عدد الأهداف: 9

## الإنجازات

### دوري المحترفين الإيراني
- بطولة (2): 2004-2005، 2013-2014
- المركز الثالث (3): 2001-2002، 2003-2004، 2019-2020

### كأس حذفي
- بطولة (1): 2020-2021
- الوصیف(1): 1994-1995

### كأس السوبر الإيراني
- بطولة (1): 2022
- الوصیف(1): 2005

## اللاعبون

### تشكيلة الفريق
| اسم اللاعب       | الرقم | المركز | الجنسية     |
| شهاب كردان       | 1     | حارس   | إيران 🇮🇷    |
| ساسان أنصاري     | 3     | مهاجم  | إيران 🇮🇷    |
| أيوب فالي        | 4     | مدافع  | إيران 🇮🇷    |
| موسى كوليبالي    | 5     | مدافع  | مالي 🇲🇱     |
| سينا شاه عباسي   | 6     | مدافع  | إيران 🇮🇷    |
| سعيد فاسعي       | 7     | وسط    | إيران 🇮🇷    |
| علي رضا بافيه    | 8     | وسط    | إيران 🇮🇷    |
| محمد علي نجاد    | 9     | مهاجم  | إيران 🇮🇷    |
| سينا مريدي       | 10    | وسط    | إيران 🇮🇷    |
| محمد رضا غبيشاوي | 11    | وسط    | إيران 🇮🇷    |
| محمد أبشك        | 13    | وسط    | إيران 🇮🇷    |
| شاهين توكولي     | 14    | مدافع  | إيران 🇮🇷    |
| لوكاس كانديدو    | 15    | وسط    | البرازيل 🇧🇷 |
| أيوب راهبر       | 16    | وسط    | إيران 🇮🇷    |
| رضا موسفيان      | 17    | وسط    | إيران 🇮🇷    |
| محمد خادمي فرد   | 19    | وسط    | إيران 🇮🇷    |
| مجتبى نجاريان    | 20    | مدافع  | إيران 🇮🇷    |
| كريستوفر نت      | 25    | حارس   | النمسا 🇦🇹   |
| علي بهرامي       | 27    | مدافع  | إيران 🇮🇷    |
| جيفيرسون باهيا   | 28    | مدافع  | البرازيل 🇧🇷 |
| محمد عباس زاده   | 33    | مهاجم  | إيران       |
| محمد جايمند      | 34    | وسط    | إيران       |
| علي رضا نازي     | 35    | حارس   | إيران 🇮🇷    |
| وحيد حيدريه      | 50    | مدافع  | إيران 🇮🇷    |
| غادوين منشا      | 90    | مهاجم  | نيجيريا 🇳🇬  |

### أبرز لاعبين الذي لعبوا لفولاد. كل اللاعبين الذي أمامهم نجمة، لعبوا لمنتخب بلادهم
اللاعب: يحيى غلمحمدي ☆ / الجنسية: إيران
اللاعب: نعيم سعداوي ☆ / الجنسية: إيران
اللاعب: بهنام سراج ☆ / الجنسية: إيران
اللاعب: سهراب بختياري زاده ☆ / الجنسية: إيران
اللاعب: إبراهيم ميرزابور ☆ / الجنسية: إيران
اللاعب: إيمان مبعلي ☆ / الجنسية: إيران
اللاعب: علي بداوي ☆ / الجنسية: إيران
اللاعب: حسين كعبي ☆ / الجنسية: إيران
اللاعب: أحمد مومن زاده ☆ / الجنسية: إيران
اللاعب: محمد علوي ☆ / الجنسية: إيران
اللاعب: جلال كاملي مفرد ☆ / الجنسية: إيران
اللاعب: عادل كلاه كج / الجنسية: إيران
اللاعب: بجمان منتظري ☆ / الجنسية: إيران
اللاعب: دانيال أوليرم / الجنسية: نيجيريا
اللاعب: عماد محمد ☆ / الجنسية: العراق
اللاعب: مجاهد خضيراوي ☆ / الجنسية: إيران
اللاعب: جانواريو / الجنسية: البرازيل
اللاعب: أرماندو سا ☆ / الجنسية: موزمبيق
اللاعب: غلام رضا رضائي ☆ / الجنسية: إيران
اللاعب: بختيار رحماني ☆ / الجنسية: إيران
اللاعب: سروش رفيعي ☆ / الجنسية: إيران
اللاعب: جابا موجيري / الجنسية: جورجيا
اللاعب: عبد الله كرمي / الجنسية: إيران
اللاعب: مهرداد جماعتي / الجنسية: إيران
اللاعب: آرش أفشين ☆ / الجنسية: إيران
اللاعب: رضا نوروزي ☆ / الجنسية: إيران
اللاعب: لوسيانو بيريرا مينديز (شيمبا) / الجنسية: البرازيل
اللاعب: اسماعيل شريفات / الجنسية: إيران
اللاعب: ساسان أنصاري / الجنسية: إيران
اللاعب: أياندا باتوسي ☆ / الجنسية: جنوب إفريقيا
اللاعب: إيباي غوميز / الجنسية: إسبانيا
اللاعب: إحسان بهلوان ☆ / الجنسية: إيران
اللاعب: سعيد آقائي ☆ / الجنسية: إيران
اللاعب: محمد رضا خلعتبري ☆ / الجنسية: إيران
اللاعب: علي قرباني ☆ / الجنسية: إيران
اللاعب: أشكان ديجاكاه ☆ / الجنسية: إيران
اللاعب: روبرتو توريس موراليس ☆ / الجنسية: إسبانيا

### كل اللاعبين الأجانب. اللاعبين الذي أمامهم نجمة، لعبوا لمنتخب بلادهم
اللاعب: اودنيكا أروكا / الجنسية: نيجيريا / المرکز: مهاجم / الموسم: 2002-2003 / المشارکة: 4 / الأهداف: 0
اللاعب: ایبکورد تشیکو / الجنسية: نيجيريا / المرکز: مهاجم / الموسم: 2002-2003 / المشارکة: 8 / الأهداف: 0
اللاعب: رشاد صديق أف ☆ / الجنسية: أذربيجان / المرکز: مدافع / الموسم: 2002-2003 / المشارکة: 10 / الأهداف: 0
اللاعب: محمود قربان أف ☆ / الجنسية: أذربيجان / المرکز: وسط / الموسم: 2002-2003 / المشارکة: 12 / الأهداف: 0
اللاعب: دانيال أوليرم / الجنسية: نيجيريا / المرکز: مهاجم / الموسم: 2005-2006 / المشارکة: 31 / الأهداف: 0
اللاعب: عماد محمد ☆ / الجنسية: العراق / المرکز: مهاجم / الموسم: 2005-2006 / المشارکة: 14 / الأهداف: 8
اللاعب: فابيو هيمبل / الجنسية: البرازيل / المرکز: مهاجم / الموسم: 2006-2007 / المشارکة: 9 / الأهداف: 3
اللاعب: علي بن محيسن / الجنسية: العراق / المرکز: مدافع / الموسم: 2006-2007 / المشارکة: 5 / الأهداف: 0
اللاعب: تشابکي ساندي / الجنسية: نيجيريا / المرکز: مهاجم / الموسم: 2006-2007 / المشارکة: 1 / الأهداف: 0
اللاعب: بيتر خاوير / الجنسية: أوروغواي / المرکز: وسط / الموسم: 2006-2007 / المشارکة: 11 / الأهداف: 0
اللاعب: جانواريو / الجنسية: البرازيل / المرکز: وسط / الموسم: 2007-2008 / المشارکة: 35 / الأهداف: 8
اللاعب: ژائو بائولو سیلوا / الجنسية: البرازیل / المرکز: حارس / الموسم: 2007 / المشارکة: / الأهداف: 0
اللاعب: أرماندو سا ☆ / الجنسية: موزمبيق / المرکز: مدافع / الموسم: 2007-2008 / المشارکة: 16 / الأهداف: 0
اللاعب: كارلوس فيرنانديس ☆ / الجنسية: أنغولا / المرکز: حارس / الموسم: 2008-2009 / المشارکة: 31 / الأهداف: 0
اللاعب: ساندرو داسيلفا / الجنسية: البرازیل / المرکز: وسط / الموسم: 2008-2009 / المشارکة: 30 / الأهداف: 3
اللاعب: جولیانو لورنتینو / الجنسية: البرازیل
المرکز: مدافع / الموسم: 2008-2009 / المشارکة: 2 / الأهداف: 0
اللاعب: لوتشيانو فالينتي / الجنسية: البرازیل / المرکز: مهاجم / الموسم: 2009-2010 / المشارکة: 22 / الأهداف: 4
اللاعب: ملادن بارتولویتش ☆ / الجنسية: البوسنة والهرسك / المرکز: وسط / الموسم: 2010-2011 / المشارکة: 27 / الأهداف: 1
اللاعب: جابا موجيري / الجنسية: جورجيا / المرکز: مدافع / الموسم: 2009-2012 / المشارکة: 58 / الأهداف: 1
اللاعب: کریستین یلادیان / الجنسية: أوروغواي / المرکز: وسط / الموسم: 2009-2010 / المشارکة: 4 / الأهداف: 0
اللاعب: عبد الوهاب أبو الهيل ☆ / الجنسية: العراق / المرکز: وسط / الموسم: 2009-2010 / المشارکة: 7 / الأهداف: 0
اللاعب: باكاري دياكيتي / الجنسية: مالي / المرکز: وسط / الموسم: 2010-2011 / المشارکة: 18 / الأهداف: 5
اللاعب: أندريه رينالدو / الجنسية: البرازیل / المرکز: وسط / الموسم: 2010-2012 / المشارکة: 38 / الأهداف: 3
اللاعب: سامال سعيد ☆ / الجنسية: العراق / المرکز: مدافع / الموسم: 2011-2012 / المشارکة: 21 / الأهداف: 1
اللاعب: كلاوديو ميرتشا يونسكو / الجنسية: رومانيا / المرکز: وسط / الموسم: 2012 / المشارکة: 5 / الأهداف: 0
اللاعب: لياندرو بادوفاني (لاعب كرة قدم) / الجنسية: البرازیل / المرکز: مدافع / الموسم: 2012-2014 / المشارکة: 23 / الأهداف: 2
اللاعب: لوسيانو بيريرا مينديز (شیمبا) / الجنسية: البرازیل / المرکز: مهاجم
الموسم: 2012-2014، 2018-2022 / المشارکة: 169 / الأهداف: 58
اللاعب: روبرتو نیفس / الجنسية: البرازیل / المرکز: وسط / الموسم: 2012-2013 / المشارکة: / الأهداف: 1
اللاعب: سيرجيو رافاييل / الجنسية: البرازیل / المرکز: مدافع / الموسم: 2013 / المشارکة: 9 / الأهداف: 0
اللاعب: لياندرو تشافيس / الجنسية: البرازیل / المرکز: وسط / الموسم: 2013-2014 / المشارکة: 20 / الأهداف: 1
اللاعب: الويس نونغ / الجنسية: الکاميرون / المرکز: مهاجم / الموسم: 2014-2015 / المشارکة: 14 / الأهداف: 9
اللاعب: ماتياس كاجو / الجنسية: الکامیرون / المرکز: وسط / الموسم: 2014-2017 / المشارکة: 76 / الأهداف: 4
اللاعب: ليونارد ميساريتش / الجنسية: كرواتيا / المرکز: مدافع / الموسم: 2014-2016 / المشارکة: 52 / الأهداف: 1
اللاعب: روستارد دورج كويماها / الجنسية: الکامیرون / المرکز: مهاجم / الموسم: 2016 / المشارکة: 13 / الأهداف: 0
اللاعب: ارنست انفور / الجنسية: الکامیرون / المرکز: مهاجم / الموسم: 2016-2017 / المشارکة: 3 / الأهداف: 0
اللاعب: نكتشي / الجنسية: البرازيل / المرکز: مدافع / الموسم: 2018 / المشارکة: 4 / الأهداف: 1
اللاعب: فينيسيوس سيلفا سواريس / الجنسية: البرازیل / المرکز: وسط / الموسم: 2018 / المشارکة: 10 / الأهداف: 1
اللاعب: رافائيل ميسي بولي / الجنسية: الکاميرون / المرکز: مهاجم / الموسم: 2018-2019 / المشارکة: 12 / الأهداف: 1
اللاعب: تاکافومی آکاهوشی / الجنسية: الیابان / المرکز: وسط / الموسم: 2019 / المشارکة: 4 / الأهداف: 1
اللاعب: موسى كوليبالي (لاعب كرة قدم مواليد 1993) / الجنسية: مالي / المرکز: مدافع
الموسم: 2019-2023 / المشارکة: 94 / الأهداف: 10
اللاعب: أياندا باتوسي ☆ / الجنسية: جنوب إفريقيا / المرکز: وسط / الموسم: 2020-2023 / المشارکة: 60 / الأهداف: 16
اللاعب: إيباي غوميز / الجنسية: إسبانيا / المرکز: وسط / الموسم: 2022 / المشارکة: 4 / الأهداف: 0
اللاعب: كريستوفر كنيت / الجنسية: النمسا / المرکز: حارس / الموسم: 2022-حتى الآن / المشارکة: - / الأهداف: -
اللاعب: روبرتو توريس موراليس ☆ / الجنسية: إسبانيا / المرکز: وسط / الموسم: 2023-حتی الآن / المشارکة: - / الأهداف: -
اللاعب: يوكيا سوجيتا / الجنسية: الیابان
المرکز: وسط / الموسم: 2023-حتی الآن / المشارکة: - / الأهداف: -
اللاعب: الكسندر أليغريا / الجنسية: إسبانيا / المرکز: مهاجم / الموسم: 2023-حتی الآن / المشارکة: - / الأهداف: -
في كأس آسيا 2004، في مباراة بين منتخب إيران وكوريا الجنوبية، كان لدى إيران 6 لاعبين من فولاد، 5 منهم كانوا في التشكيلة الرئيسية وفازوا بنتيجة 4-3.

## المدربین

### الكادر الفني الحالي
الإسم: علي رضا منصوريان / المهنة: مدرب / الجنسية: إيران
الإسم: محمد علوي / المهنة: مشرف / الجنسية: إيران
الإسم: محمد خرمكاه / المهنة: مساعد المدرب / الجنسية: إيران
الإسم: حوسين كاظيمي / المهنة: مساعد المدرب / الجنسية: إيران
الإسم: أحمد آل‌ نعمة / المهنة: مساعد المدرب / الجنسية: إيران
الإسم: مرتضى بتشاري / المهنة: مساعد المدرب / الجنسية: إيران
الإسم: علي دهقان / المهنة: مساعد المدرب / الجنسية: إيران
الإسم: مانوئل بنافنته گونسالس / المهنة: مساعد المدرب / الجنسية: إسبانيا
الإسم: نادر غبیشاوي / المهنة: مدرب الحراس / الجنسية: إيران
الإسم: أكبر مرادي / المهنة: طبيب / الجنسية: إيران
الإسم: رائول لوبس مارین / المهنة: مدرب الاجسام / الجنسية: إسبانيا

### كل مدربين النادي
الإسم: همايون شاهرخي / الجنسية: إيران / الموسم: 1996–1997 / الأوصاف: أول دخول إلى دوري آزادغان (الدوری الإيراني للدرجة الاولى)
الإسم: لفته سه برادران / الجنسية: إيران / الموسم: 1997-1998 / الأوصاف: -
الإسم: مجيد باغرينيا / الجنسية: إيران / الموسم: 1998-1999 / الأوصاف: -
الإسم: فينكو بيغوفيتش / الجنسية: كرواتيا / الموسم: 1999–2003 / الأوصاف: أول مدرب أجنبي
الإسم: لوكا بوناجيتش / الجنسية: كرواتيا / الموسم: 2003-2004 / الأوصاف: -
الإسم: ملادن فرانشيتش / الجنسية: كرواتيا / الموسم: 2004–2006 / الأوصاف: البطولة الأولى في دوري المحترفين الإيراني
الإسم: نيناد نيكوليتش / الجنسية: كرواتيا / الموسم: 2006 / الأوصاف: -
الإسم: محمد مايلي كوهان / الجنسية: إيران / الموسم: 2006-2007 / الأوصاف: -
الإسم: عبد الله فيسي / الجنسية: إيران / الموسم: 2007 / الأوصاف: -
الإسم: نيناد نيكوليتش / الجنسية: كرواتيا / الموسم: 2007 / الأوصاف: مدرب مؤقت
الإسم: أوغوستو إيناسيو / الجنسية: البرتغال / الموسم: 2007 / الأوصاف: -
الإسم: جیلرمو فارینا / الجنسية: البرتغال / الموسم: 2007 / الأوصاف: مدرب مؤقت
الإسم: مجيد جلالي / الجنسية: إيران / الموسم: 2007 / الأوصاف: -
الإسم: لوكا بوناجيتش / الجنسية: كرواتيا / الموسم: 2007 / الأوصاف: -
الإسم: مجيد جلالي / الجنسية: إيران / الموسم: 2007-2012 / الأوصاف: -
الإسم: حسين فركي / الجنسية: إيران / الموسم: 2012-2014 / الأوصاف: البطولة الثانية في دوري المحترفين الإيراني
الإسم: دراغان سكوسيتش / الجنسية: کرواتيا / الموسم: 2014-2016 / الأوصاف: -
الإسم: نعيم سعداوي / الجنسية: إيران % الموسم: 2016-2017 / الأوصاف: -
الإسم: سيروس بور موسوي / الجنسية: إيران / الموسم: 2017-2018 / الأوصاف: -
الإسم: إيلي ستان / الجنسية: رومانيا / الموسم: 2018 / الأوصاف: مدرب مؤقت
الإسم: عزیز فریسات / الجنسية: إيران / الموسم: 2018 / الأوصاف: مدرب مؤقت
الإسم: أفشين قطبي / الجنسية: إيران / الموسم: 2018-2019 / الأوصاف: -
الإسم: جواد نكونام / الجنسية: إيران / الموسم: 2019-2021 / الأوصاف: البطولة الأولى في كأس حذفي الإيراني
الإسم: عبد الله فيسي / الجنسية: إيران / الموسم: 2021 / الأوصاف: -
الإسم: جواد نكونام / الجنسية: إيران / الموسم: 2021-2023 /الأوصاف: البطولة الأولى في كأس السوبر الإيراني
الإسم: حميد رضا رجبي / الجنسية: إيران / الموسم: 2023 / الأوصاف: مدرب مؤقت
الإسم: علي رضا منصوريان / الجنسية: إيران / الموسم: 2023-حتی الان / الأوصاف: -

## الملعب

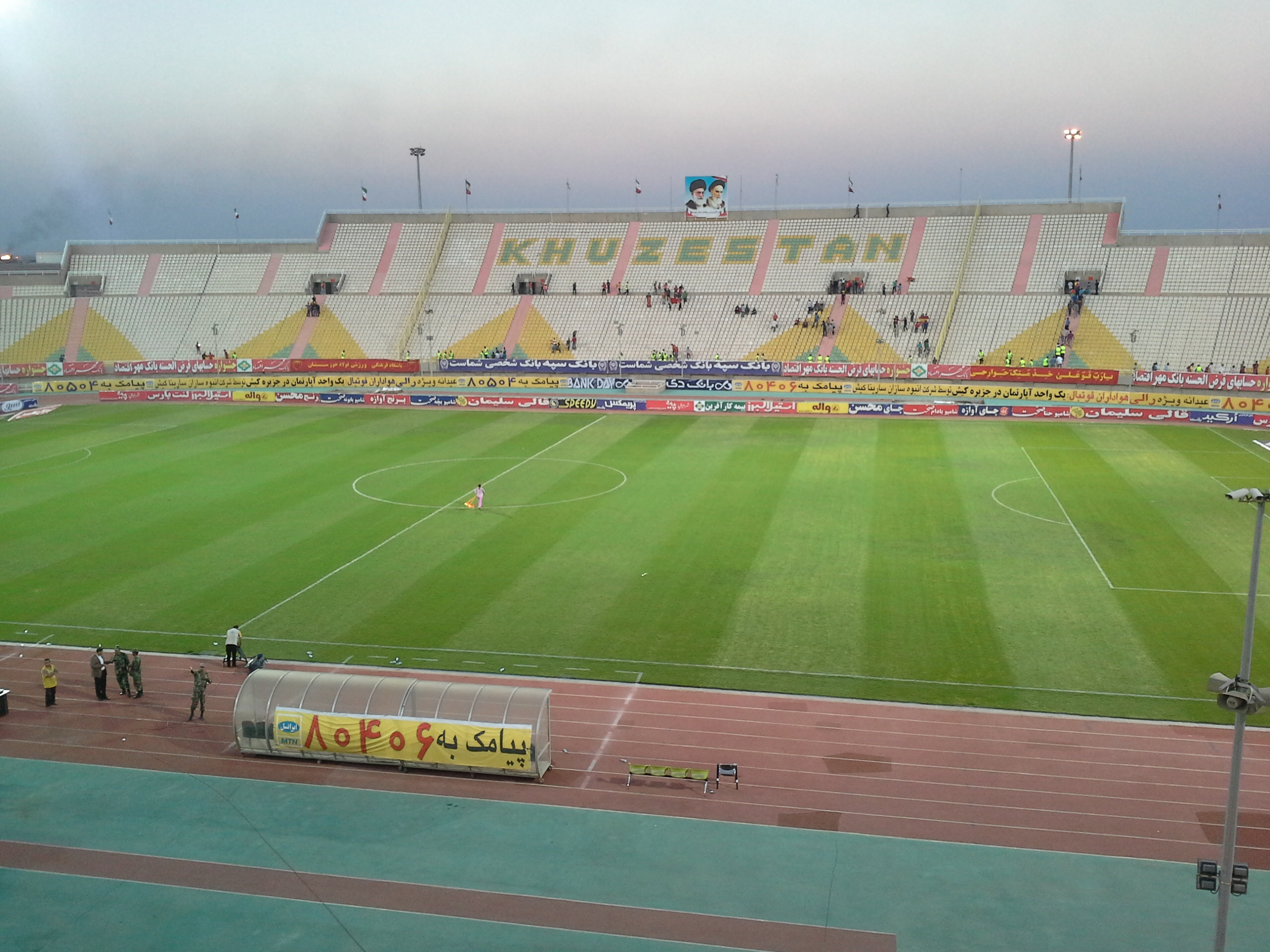
ملعب نادي فولاد خوزستان

من وقت تأسس نادي فولاد، لعب فولاد مبارياته في ملعب تختي أهواز حتى عام 15 مارس 2012. في نفس العام، تم إنشاء ملعب الغدير الأهواز وأصبح ناديان لكرة القدم هما نادي فولاد خوزستان ونادي استقلال خوزستان مالكين لهذا الملعب ولعبوا مبارياتهم في الغدير.
في 13 نوفمبر 2018، قام نادي فولاد ببناء ملعب فولاد أرينا (ملعب فولاد خوزستان) وافتتح هذا الملعب رسميًا، واستمر هذا البناء لمدة 10 سنوات وأصبح فولاد المالك الرئيسي لهذا الملعب وأصبح ملعب الغدير الأهواز خاصًا بنادي استقلال خوزستان. فولاد أرينا هو أحدث ملعب في إيران. في ملعب فولاد أرينا، المتفرجين قريبون من اللاعبين وقد تم اتباع العملية احترافية تمامًا وتمركز المتفرجين مثل ملاعب كرة القدم الأوروبية. تم وضع الأضواء الكاشفة للملعب على أطراف السطح وعلى عكس الملاعب الأخرى في البلد، فإن هذا الملعب لا يحتوي على سارية لأضوائه الكاشفة. يوجد هيكل السقف الأكثر اكتمالا في هذا الملعب بحيث يكون هناك أقل قرب من الشمس في معظم لحظات اليوم. كما أن ضوء أجهزة العرض يعادل 2800 لوكس وهو الأفضل في إيران. في استطلاع الرأي على الملاعب بموقع أجنبي شارك فيه 35 ألف شخص، تم اختيار 27 من أجمل الملاعب في العالم عام 2018 وكان فولاد أرينا من بينهم. كما تم تضمين ملاعب من تركيا وروسيا والعراق في هذا الاستطلاع. هذا الملعب، الذي يقع في الشمال الشرقي من الأهواز وفي الموقع الحصري لنادي فولاد، على أرض مساحتها 22 هكتارًا مع مواقف سيارات مخصصة وطرق وصول وحمام سباحة وملاعب تدريب بوقاعة فنية. تشمل خصائص ومرافق ملعب فولاد أرينا وجود ثلاثة ملاعب عشبية طبيعية بالإضافة إلى الملعب الرئيسي وملعب بأبعاد قياسية للتدريب وإضاءة كافية للاستخدام في الليل وإضاءة الملعب الرئيسي بحجم 2400 لوكس، يتم تغطيتها على مستوى الجمهور، حمام سباحة مغطى بمساحة 3000 متر مربع لمساعدة الرياضيين على التعافي بعد المنافسة وقاعة داخلية بمساحة 3900 متر مربع في المجمع الرياضي لممارسة تقنيات كرة القدم في طقس خوزستان الحار وقاعة اجتماعات. تتسع لـ 180 فردًا، غرف ملابس منفصلة، دورات مياه و جافة وبخار للضيوف والمضيفين، مستشفى بمساحة 400 متر مربع مع مرافق كافية، قسم الأشعة مع المرافق اللازمة. خاص مكان للضيوف والشخصيات مع مرافق مناسبة ومطعم 750 متر مربع ومكان خاص أشار المراسلون إلى أهم نقطة في الملعب للإبلاغ عن المباريات وبالطبع فإن أهم ما يميز هذا الملعب عن الملاعب الأخرى في الدولة، هو إزالة مضمار ألعاب القوى على جانب الملعب مما يتيح للجماهير مشاهدة مباريات كرة القدم من مسافة قصيرة. تسببت هذه الميزة في قيام المهندسين بتركيب مصابيح كاشفة للملعب على حواف سقف الملعب. أيضًا، في بناء عشب هذا الملعب، يتم استخدام التكنولوجيا المتقدمة وهو من بين أفضل الحشائش في العالم وله نفس جودة أفضل الملاعب القياسية في العالم. تم بناء عدة غرف للحكام والفرق والمسؤولين بطريقة تمكن أكثر من فريقين من استخدام مرافق الملعب في نفس الوقت. تم تصميم منصات ملعب فولاد أرينا بقوسها الخاص وتثبيتها في مكان مخصص مع الترميز وهو أقل شيوعًا في الملاعب حول العالم.

## الأكاديمية
تأسست أكاديمية فولاد خوزستان عام 2001 بهدف اكتشاف ورعاية الشباب الموهوبين في محافظة خوزستان. تضم أكاديمية فولاد حاليًا أكثر من 400 لاعب و 34 مدربًا في مستويات مختلفة. نادي فولاد هو أحد أندية كرة القدم في إيران التي لها حضور جاد على جميع المستويات الأساسية. الرتب الأساسية لاعبين الأكاديمي يشكلون مستقبل كرة القدم في المحافظة والبلد وكان دائمًا أحد الأهداف الرئيسية لنادي فولاد والألقاب العديدة التي فاز بها في السنوات الأخيرة والعديد من اللاعبين التي تم تسليمهم إلى المنتخبات الوطنية المختلفة للبلاد. أعلن عزيز الله محمدي في برنامج وقت الإضافي لقناة إيران أن نادي فولاد هو النادي الإيراني الوحيد الذي يخصص أكثر من 30% من ميزانيته السنوية لأكاديمية كرة القدم ولهذا السبب فهو جزء من أفضل ناد في إيران. يمتلك نادي فولاد فريق كرة قدم في فئات الشباب والأطفال وجميع هذه الفرق متواجدة في الدوري الإيراني الممتاز الإيراني للشباب والأطفال وتعتبر من المنافسين. أيضًا، يوجد بالنادي مدرسة لكرة القدم في فئتي أقل من 11 عامًا وأقل من 12 عامًا. في موسم 2011-2012، أصبح نادي فولاد للطفال بطل الدوري الإيراني الممتاز لأطفال. نادي فولاد خوزستان هو النادي الوحيد في إيرام الذي وصل إلى منصة التتويج في جميع الفئات العمرية الأربعة. في المواسم الثلاثة الماضية، كانت أكاديمية فولاد أيضًا في المرتبة الأولى للأندية الإيرانية من حيث إيصال اللاعبين إلى المنتخبات الوطنية. اللاعبين المشهورين الذين تعرفوا على كرة القدم من هذه الأكاديمية: أيوب ولي، جلال كاملي مفرد، أحمد آل‌ نعمة، حسن حوري، محمد علوي، بجمان منتظري، ميلاد زنيدبور، اسماعيل شريفات، بختيار رحماني، مهرداد جماعتى، كاوه رضائي، آرش أفشين، سعيد قدامي، ساسان أنصاري، رضا كرملا تشعب، محمد شريفي، إيمان مبعلي، علي بداوي، حسين كعبي، إبراهيم ميرزابور، محمد رشید مظاهري.